# Monségur, Gironde

Monségur este o comună în departamentul Gironde din sud-vestul Franței. În 2009 avea o populație de 1.546 de locuitori.

## Evoluția populației
| An        | 1975  | 1982  | 1990  | 1999  | 2006  | 2009  |
| --------- | ----- | ----- | ----- | ----- | ----- | ----- |
| Populație | 1.618 | 1.612 | 1.537 | 1.429 | 1.510 | 1.546 |